# EFootball
eFootball (trước năm 2021-2022 là Pro Evolution Soccer (PES)) là một tựa game thể thao điện tử về bóng đá của Konami và là dòng game kế nhiệm của series International Superstar Soccer. Game thường được ra mắt vào cuối tháng 9 hoặc đầu tháng 10 hằng năm trên toàn thế giới (ngoại trừ một số khu vực).
Sau 21 năm mang thương hiệu Pro Evolution Soccer (PES), phiên bản mới của tựa game này - eFootball - với phiên bản đầu tiên là eFootball 2022, được ra mắt vào ngày 30 tháng 9 năm 2021. So với PES, eFootball đã vấp phải khá nhiều chỉ trích từ phía game thủ do đã loại bỏ đi khá nhiều chế độ chơi trong PES và một số lý do liên quan đến đồ họa, cho rằng đây là một bước lùi rõ rệt so với PES.
Những nhân vật nổi tiếng trong làng bóng đá như trọng tài Pierluigi Collina, các danh thủ Zico, Thierry Henry, Francesco Totti, John Terry, Adriano, Michael Owen, Gianluigi Buffon, Didier Drogba, Luca Toni, Fernando Torres, Mario Götze, Neymar, Alvaro Morata, Cristiano Ronaldo, Lionel Messi..v.v.. đã từng là gương mặt đại diện cho thương hiệu Pro Evolution Soccer (nay là eFootball) trên bìa đĩa.
Tháng 12/2011, thương hiệu Pro Evolution Soccer có sẵn 19 ngôn ngữ và được phát hành tại 62 quốc gia khác nhau.
Tháng 12/2012, tựa game bán được 81,65 triệu bản trên toàn cầu, trở thành một trong những tựa game bán chạy nhất thế giới.
Tại Việt Nam, eFootball được biết đến với cái tên PES hoặc Winning Eleven (WE) hoặc Bóng Nhật và được du nhập vào nước ta từ rất sớm và sau hơn 15 năm đã trở thành tựa game console ăn khách nhất.

## Series Goal Storm / ISS Pro
Goal Storm (còn được gọi với cái tên World Soccer Winning Eleven ở Nhật Bản) là tiền thân của dòng game Pro Evolution Soccer. Game được phát triển bởi Konami Computer Entertainment Tokyo, Inc. và được phát hành vào năm 1996. Tựa game Winning Eleven gốc, không chứa tiền tố World Soccer, chỉ được phát hành ở Nhật Bản cho hệ máy PlayStation vào năm 1995 với sự xuất hiện của các đội bóng tại giải vô địch quốc gia Nhật Bản.
Ba game trong loạt series được sản xuất bởi Konami Computer Entertainment Tokyo và được phát hành dưới cái tên ISS Pro tại thị trường Châu Âu và Winning Eleven tại các thị trường khác.
| Châu Âu và Bắc Mỹ       | Châu Âu và Bắc Mỹ | Nhật Bản                                                          | Nhật Bản       | Nền tảng    |
| Tên                     | Ngày phát hành    | Tên                                                               | Ngày phát hành | Nền tảng    |
| ----------------------- | ----------------- | ----------------------------------------------------------------- | -------------- | ----------- |
| Goal Storm              | 1996              | World Soccer Winning Eleven                                       | 1996           | PlayStation |
| ISS Pro / Goal Storm 97 | 1/6/1997          | Winning Eleven 97                                                 | 1997           | PlayStation |
| ISS Pro 98              | 1/5/1998          | Winning Eleven 3                                                  | 12/11/1998     | PlayStation |
| ISS Pro Evolution       | 5/1999            | Winning Eleven 4                                                  | 6/6/2000       | PlayStation |
| ISS Pro Evolution 2     | 23/3/2001         | World Soccer Jikkyou Winning Eleven 2000: U-23 Medal Heno Chousen | 12/2001        | PlayStation |

## Series Pro Evolution Soccer

### Tổng Quát
| Tựa đề Châu Âu                      | Tựa đề Bắc Mỹ                                     | Phiên bản Châu Á | Khu vực Châu Á               | Ngày phát hành | Thế hệ thứ 5 | Thế hệ thứ 6 | Thế hệ thứ 7       | Thế hệ thứ 8  | PC      | Handheld                                   |
| ----------------------------------- | ------------------------------------------------- | --- | ---------------------------- | -------------- | ------------ | ------------ | ------------------ | ------------- | ------- | ------------------------------------------ |
| Pro Evolution Soccer                | World Soccer: Winning Eleven 5                    | World Soccer: Winning Eleven 5 J-League Winning Eleven 5 World Soccer Winning Eleven 5 Final Evolution | Nhật Bản                     | 25/10/2001     | PS           | PS2          | N/A                | N/A           | N/A     | N/A                                        |
| Pro Evolution Soccer 2              | World Soccer: Winning Eleven 6 International      | World Soccer: Winning Eleven 6 J-League Winning Eleven 6 World Soccer: Winning Eleven 6 - Final Evolution World Soccer: Winning Eleven 2002 (PS)                                                                         | Nhật Bản                     | 19/9/2002      | PS           | PS2,GameCube | N/A                | N/A           | N/A     | N/A                                        |
| Pro Evolution Soccer 3              | World Soccer: Winning Eleven 7 International      | World Soccer: Winning Eleven 7 | Nhật Bản                     | 7/8/2003       | N/A          | PS2          | N/A                | N/A           | Windows | N/A                                        |
| Pro Evolution Soccer 4              | World Soccer: Winning Eleven 8 International      | World Soccer: Winning Eleven 8 J-League Winning Eleven 8 Asia Championship World Soccer: Winning Eleven 8 - Liveware Evolution                                                                                           | Nhật Bản                     | 5/8/2004       | N/A          | Xbox, PS2    | N/A                | N/A           | Windows | N/A                                        |
| Pro Evolution Soccer 5              | World Soccer: Winning Eleven 9                    | World Soccer: Winning Eleven 9 World Soccer: Winning Eleven 9 - Ubiquitous Edition J-League Winning Eleven 9: Asia Championship World Soccer: Winning Eleven 9 - Liveware Evolution                                      | Nhật Bản và Hàn Quốc         | 4/8/2005       | N/A          | Xbox, PS2    | N/A                | N/A           | Windows | PSP                                        |
| Pro Evolution Soccer 6              | Winning Eleven: Pro Evolution Soccer 2007         | World Soccer: Winning Eleven 10 World Soccer: Winning Eleven 10 - Ubiquitous Edition J-League Winning Eleven 10: Europa League 06-07 World Soccer: Winning Eleven 10 - Liveware Evolution World Soccer: Winning Eleven X | Nhật Bản và Hàn Quốc         | 27/10/2006     | N/A          | Xbox, PS2    | Xbox 360           | N/A           | Windows | PSP, DS                                    |
| Pro Evolution Soccer 2008           | Pro Evolution Soccer 2008                         | World Soccer: Winning Eleven 2008 Winning Eleven Play Maker 2008 (Wii) World Soccer: Winning Eleven Ubiquitous Evolution 2008 (PSP)                                                                                      | Nhật Bản                     | 13/9/2007      | N/A          | PS2          | Xbox 360,PS3, Wii  | N/A           | Windows | PSP, DS                                    |
| Pro Evolution Soccer 2009           | Pro Evolution Soccer 2009                         | World Soccer: Winning Eleven 2009 Winning Eleven Play Maker 2009 (Wii) | Nhật Bản                     | 17/10/2008     | N/A          | PS2          | Xbox 360, PS3, Wii | N/A           | Windows | PSP, Điện thoại di động                    |
| Pro Evolution Soccer 2010           | Pro Evolution Soccer 2010                         | World Soccer: Winning Eleven 2010 Winning Eleven Play Maker 2010 (Wii) World Soccer: Winning Eleven 2010 - Aoki Samurai no Chousen                                                                                       | Nhật Bản                     | 23/10/2009     | N/A          | PS2          | Xbox 360, PS3, Wii | N/A           | Windows | PSP, iOS                                   |
| Pro Evolution Soccer 2011           | Pro Evolution Soccer 2011                         | World Soccer: Winning Eleven 2011 Winning Eleven Play Maker 2011 (Wii) | Nhật Bản                     | 20/10/2010     | N/A          | PS2          | Xbox 360, PS3, Wii | N/A           | Windows | PSP, iOS, Android, Windows Phone 7         |
| Pro Evolution Soccer 2012           | Pro Evolution Soccer 2012                         | World Soccer: Winning Eleven 2012 Winning Eleven Play Maker 2012 (Wii) | Nhật Bản và Trung Đông       | 27/9/2011      | N/A          | PS2          | Xbox 360, PS3, Wii | N/A           | Windows | PSP, 3DS, iOS, Android, Windows Phone 7    |
| Pro Evolution Soccer 2013           | Pro Evolution Soccer 2013                         | World Soccer: Winning Eleven 2013 Winning Eleven Play Maker 2013 (Wii) | Nhật Bản và Trung Đông       | 20/9/2012      | N/A          | PS2          | Xbox 360, PS3, Wii | N/A           | Windows | PSP, 3DS                                   |
| Pro Evolution Soccer 2014           | Pro Evolution Soccer 2014                         | World Soccer: Winning Eleven 2014 World Soccer: Winning Eleven 2014 - Aoki Samurai no Chousen | Nhật Bản và Trung Đông       | 20/9/2013      | N/A          | PS2          | Xbox 360, PS3      | N/A           | Windows | PSP, 3DS                                   |
| Pro Evolution Soccer 2015           | Pro Evolution Soccer 2015                         | World Soccer: Winning Eleven 2015 World Soccer: Winning Eleven 2015 - Konami the Best | Nhật Bản và Trung Đông       | 11/11/2014     | N/A          | N/A          | Xbox 360, PS3      | Xbox One,PS4  | Windows | PSP                                        |
| Pro Evolution Soccer 2016           | Pro Evolution Soccer 2016                         | Winning Eleven 2016 (Nhật Bản) Pro Evolution Soccer 2016 (các quốc gia khác) | Nhiều nơi (bao gồm Nhật Bản) | 15/9/2015      | N/A          | N/A          | Xbox 360, PS3      | Xbox One,PS4  | Windows | PSP                                        |
| Pro Evolution Soccer 2017           | Pro Evolution Soccer 2017                         | Winning Eleven 2017 (Nhật Bản) Pro Evolution Soccer 2017 (các quốc gia khác) | Nhiều nơi (bao gồm Nhật Bản) | 13/9/2016      | N/A          | N/A          | Xbox 360, PS3      | Xbox One,PS4  | Windows | PSP                                        |
| Pro Evolution Soccer 2018           | Pro Evolution Soccer 2018                         | Winning Eleven 2018 (Nhật Bản) Pro Evolution Soccer 2018 (các quốc gia khác) | Nhiều nơi (bao gồm Nhật Bản) | 12/9/2017      | N/A          | N/A          | Xbox 360, PS3      | Xbox One, PS4 | Windows | PSP                                        |
| Pro Evolution Soccer 2019           | Pro Evolution Soccer 2019                         | Winning Eleven 2019 (Nhật Bản) Pro Evolution Soccer 2019 (các quốc gia khác) | Nhiều nơi (bao gồm Nhật Bản) | 28/8/2018      | N/A          | N/A          | N/A                | Xbox One, PS4 | Windows | PSP                                        |
| eFootball Pro Evolution Soccer 2020 | eFootball Pro Evolution Soccer 2020               | eFootball Winning Eleven 2020 (Nhật Bản) eFootball Pro Evolution Soccer 2020 (các quốc gia khác) | Nhiều nơi (bao gồm Nhật Bản) | 10/9/2019      | N/A          | N/A          | N/A                | Xbox One, PS4 | Windows | PSP (Chỉ dành cho giả lập trên điện thoại) |
| eFootball PES 2021 Season Update    | eFootball Pro Evolution Soccer 2021 Season Update | eFootball Winning Eleven 2021 Season Update (Nhật Bản) eFootball Pro Evolution Soccer 2021 Season Update(các quốc gia khác)                                                                                              | Nhiều nơi (bao gồm Nhật Bản) | 15/9/2020      | N/A          | N/A          | N/A                | Xbox One, PS4 | Windows |                                            |

## Series eFootball
| Tên                                                 | Tựa đề Bắc Mỹ | Tựa đề châu Á | Phát hành |
| --------------------------------------------------- | ------------- | ------------- | --------- |
| Efootball 2022                                      | eFootball     | eFootball     | 30/9/2021 |
| Hệ máy/điều hành hỗ trợ                             |               |               |           |
| PlayStation4,PlayStation 5,Xbox Series X/S,Xbox One |               |               |           |

Ngày 21/7/2021,Konami đã ra mắt video chính thức cho eFootball 2022.Theo đó,cái tên Pro Evollution Soccer (PES) và Winning Eleven sẽ bị khai tử,thay vào đó là cái tên mới "eFootball".
Phiên bản này được sử dụng công nghệ Unreal Engine để phần gameplay được kết nối với giao diện. Giải đấu này là lần đầu tiên Câu lạc bộ bóng đá Viettel xuất hiện trong game với vai trò thành viên của AFC Champions League 2021. Lionel Messi và Neymar là 2 đại sứ thương hiệu của trò chơi.

## Logo

2009-2021

Từ 2022